# (23793) 1998 QK26
1998 كيو كي 26 (ويعرف أيضًا باسم (23793) 1998 كيو كي 26 وفق تسمية الكوكب الصغير) (بالإنجليزية: 1998 QK26)‏ هو كويكب ضمن حزام الكويكبات؛ وترتيبه 23793 من حيث الاكتشاف.
اكتُشف هذا الجُرم الفلكي بواسطة Frank B. Zoltowski ‏ في 23 أغسطس 1998.

## وصلات خارجية
- (23793) 1998 QK26 في قاعدة بيانات مختبر الدفع النفاث لأجرام النظام الشمسي الصغيرة

- الاكتشاف · مخطط المدار ·  العناصر المدارية · المعلمات المادية

- (23793) 1998 QK26 على موقع ويكي سكاي: DSS2, SDSS, GALEX, IRAS, Hydrogen α, X-Ray, Astrophoto, Sky Map, Articles and images